# جهاز نبيبات ملبيغي

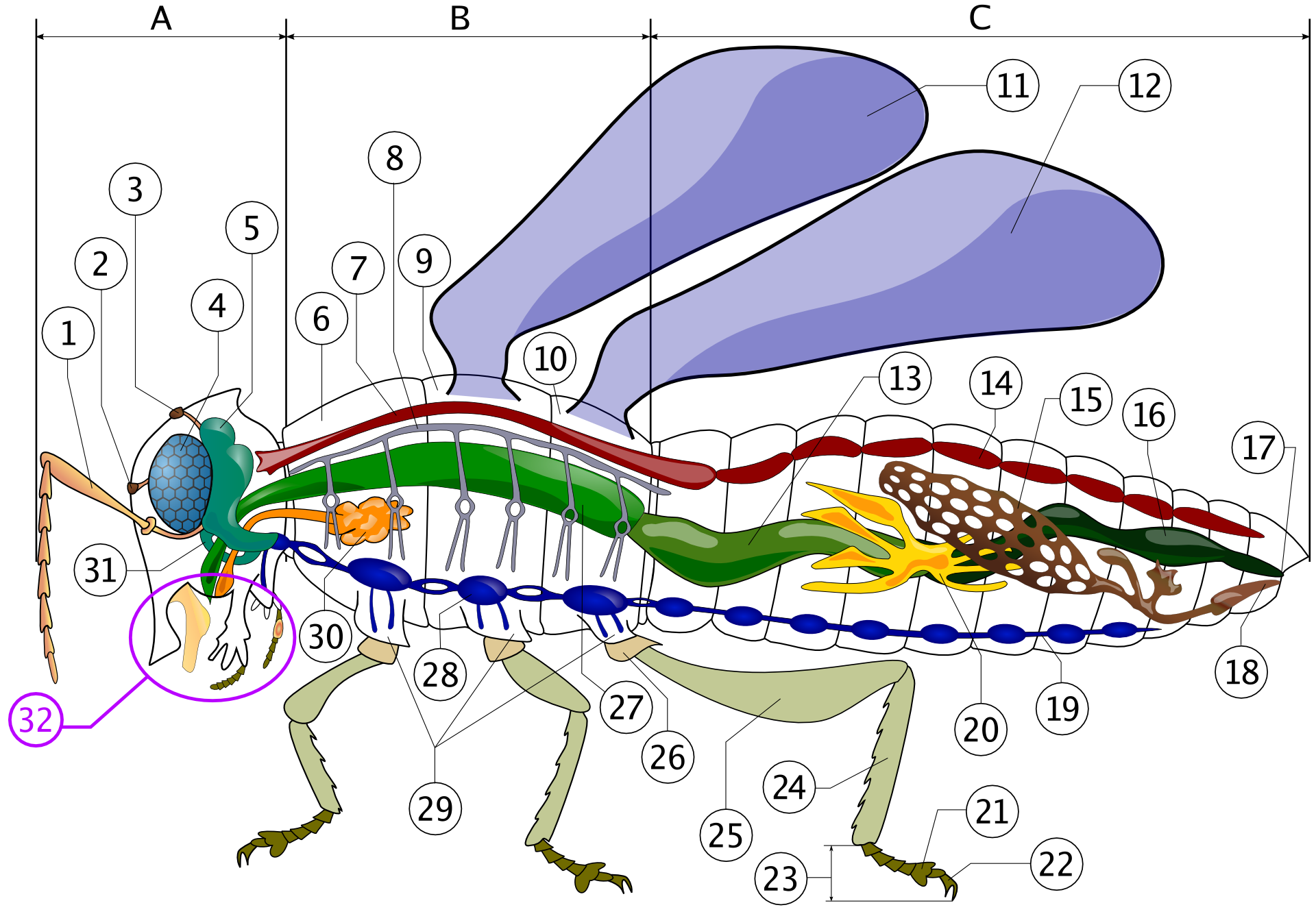
مخطط تشريح حشرة، الرقم 20 هو جهاز نبيبات مالبيغي.

جهاز نبيبات ملبيغي أو قنية ملبيغي أو أنابيب ملبيجى (بالإنجليزية: Malpighian tubule)‏ هو نوع من جهاز إخراج أو تنظيم أسموزي يتواجد لدى الحشرات وكثيرات الأرجل والعنكبيات وبطيئات الخطو.
يتكون الجهاز من نبيبات متفرعة تمتد من قناة غذائية تمتص المذابات والماء والفضلات من الدملمف المحيط بها. بعد ذلك تُطرح الفضلات من الكائن على هيئة مركبات نيتروجينية صلبة وأكسالات الكالسيوم. سُمي هذا الجهاز باسم مارتشيلو ملبيغي وهو عالم تشريح من القرن السابع عشر.